# Guro Bergsvand
Guro Bergsvand (Oslo, 3 maart 1994) is een voetbalspeelster uit Noorwegen. Ze speelt als verdediger voor VfL Wolfsburg in de Bundesliga.

## Clubcarrière
Guro Bergsvand begon haar carrière bij Heming voordat ze overstapte naar Lyn Fotball op jonge. Ze maakte onderdeel van de succesvolle selectie van Lyn dat twee keer promoveerde, van de derde divisie naar de eerste divisie. Bergsvand leidde het team als aanvoerder. Voorafgaand aan het 2014 seizoen maakte Bergsvand de overstap naar Stabæk IF waar ze zes wedstrijden in het voorjaar van 2014 voetbalde. Vervolgens ging Bergsvand in de Verenigde Staten voor California Golden Bears op de University of California. In 2015 kwam Bergsvand weer een aantal wedstrijden uit voor Lyn voordat ze terugkeerde in de Verenigde Staten. Door meerdere blessures kwam Bergsvand in het 2015 seizoen weinig aan spelen toe.
In 2018 keerde Bergsvand terug bij Stabæk IF. In de tweede seizoenshelft kwamen oude blessures terug bij Bergsvand. Desondanks speelde ze nog 13 wedstrijden dat seizoen en één in de Noorse beker. In de zomer van 2019 had IL Sandviken interesse in Bergsvand, maar het kwam niet tot een transfer. Røa IL, Valerenga IF en Kolbotn Fotball waren ook geïnteresseerd in de diensten van Bergsvand.
Na de degradatie van Stabæk uit de Toppserien, maakte Bergsvand alsnog de overstap naar IL Sandviken. In 2021 zou IL Sandviken overgaan in SK Brann. In 2021 won Bergsvand met IL Sandviken voor de eerste keer in de clubhistorie de Noorse beker. NTB, Norske Fotballkvinner en Sportkollektivet plaatsten Bergsvand allen in het elftal van het seizoen. Na de verandering in Brann, verlengde Bergsvand haar contract.
Op 5 januari 2023 werd bekend dat Bergsvand een tweeënhalf jarig contract had getekend bij Brighton & Hove Albion WFC. Na twee seizoen verliet ze de club nadat haar contract afliep in juni 2025. Bergsvand tekende op 6 juni 2025 een contract bij het Duitse VfL Wolfsburg tot 30 juni 2027.

## Statistieken
| Seizoen    | Club                       | Land      | Competitie              | Wedstrijden | Doelpunten |
| ---------- | -------------------------- | --------- | ----------------------- | ----------- | ---------- |
| 2014       | Stabæk IF                  | Noorwegen | Toppserien              | 6           | 0          |
| 2015-2017  | Lyn Fotball                | Noorwegen | Toppserien              | 11          | 3          |
| 2018-2019  | Stabæk IF                  | Noorwegen | Toppserien              | 46          | 1          |
| 2020-2023  | IL Sandviken/SK Brann      | Noorwegen | Toppserien              | 53          | 9          |
| 2023-heden | Brighton & Hove Albion WFC | Engeland  | FA Women's Super League | 54          | 1          |
| Totaal     | Totaal                     | Totaal    | Totaal                  | 159         | 15         |

Laatste update: 7 juni 2025

## Interlandcarrière
Bergsvand doorliep alle jeugdteams voordat ze haar debuut maakte in het seniorenteam van Noorwegen. Voor het onder 19 team kwam ze in 2013 uit op EK onder 19.
Op 27-jarige leeftijd maakte Bergsvand pas haar debuut. Dit was op 16 september 2021 in een wedstrijd tegen Armenië. In deze debuutwedstrijd maakte Bergsvand ook gelijk haar eerste interlanddoelpunt. In de Algarve Cup 2022 speelde Bergsvand alle wedstrijden van Noorwegen en ze speelde ook in alle wedstrijden op het EK 2022 in Engeland. Na een nederlaag in het derde groepsduel tegen Oostenrijk, was Noorwegen uitgeschakeld.
Op 19 juni 2023 maakte bondscoach Hege Riise bekend dat Guro Bergsvand onderdeel uitmaakte van de selectie voor  het WK 2023 in Australië en Nieuw-Zeeland. Op dit eindtoernooi kwam Bergsvand enkel in het derde groepsduel tegen Filipijnen als invaller voor Mathilde Harviken in actie. Noorwegen wist de achtste finales te halen waarin Japan met 3-1 te sterk was.